# Between Dangers
Pour plus de détails, voir Fiche technique et Distribution.
Between Dangers est un film américain réalisé par Richard Thorpe, sorti en 1927.

## Synopsis
Tom Rawlins hérite du ranch Cross P, mais on lui vole ses papiers. Arrivé à Cactus City, il arrivera à faire valoir son droit et à regagner son ranch.

## Fiche technique
- Titre original : Between Dangers
- Réalisation : Richard Thorpe
- Scénario : Richard Thorpe, d'après la nouvelle Ride 'Im, Cowboy de Walt Coburn (en)
- Photographie : Ray Ries
- Production : Lester F. Scott Jr.
- Société de production : Action Pictures
- Société de distribution : Pathé Exchange
- Pays d'origine :  États-Unis
- Langue originale : anglais
- Format : noir et blanc — 35 mm — 1,37:1 — Film muet
- Genre : Western
- Durée : 54 minutes
- Date de sortie :
  - États-Unis : 13 février 1927

## Distribution
- Buddy Roosevelt : Tom Rawlins
- Alma Rayford : Sue Conway
- Rennie Young : Santine
- Al Taylor : Charlie
- Charles Thurston : Shérif Conway
- Allen D. Sewall
- Edward W. Borman
- Hank Bell